# Flavium
Flavium is een Nederlandse bluesgroep uit Apeldoorn. De bekendste nummers (hits) van de band zijn Nightlife en Nobody knows you when you're down and out. De band speelde op vele nationale en internationale podia en staat bekend om zijn live-reputatie. In 2015 werd de band opgenomen in de Dutch Blues Hall of Fame van de Dutch Blues Foundation.

## Geschiedenis
Flavium werd in 1969 opgericht door gitarist  Anne Geert Bonder, die ook samen met zijn broer Jurjen de naamgever van de band is. De bezetting bestond toen uit Anne Geert Bonder (gitaar), Michiel Goedkoop (gitaar, vocals), Peter Beemsterboer (drums) en Doewe Munk (bas). Na een aantal bezettingswisselingen bracht Flavium in 1975 hun debuutalbum Bad Luck uit. Daarna volgden nog 12 vinyl lp's en 6 cd's. De laatste dateert van 2025, met de titel "Flavium plays Peter Green's Fleetwood Mac". De nummers op deze cd/vinyl lp werden gearrangeerd door gitarist Erwin van Ligten (sinds 2023), die ook de productie van het album op zich nam. 
In 2022 verliet oprichter Anne Geert Bonder om persoonlijke redenen de band. 
Anno 2025 bestaat de band uit Bert Vrieling (vocals, sinds 2014), Erwin van Ligten (gitaar, vocals sinds 2023), Eric Bagchus (bas, sinds 1973), Bouke van Olst (drums, sinds 2017), Willem Swikker (Hammond orgel, sinds 2017). 
Onderstaande foto's zijn van een optreden van de band in De Vorstin in Hilversum van december 2024. 

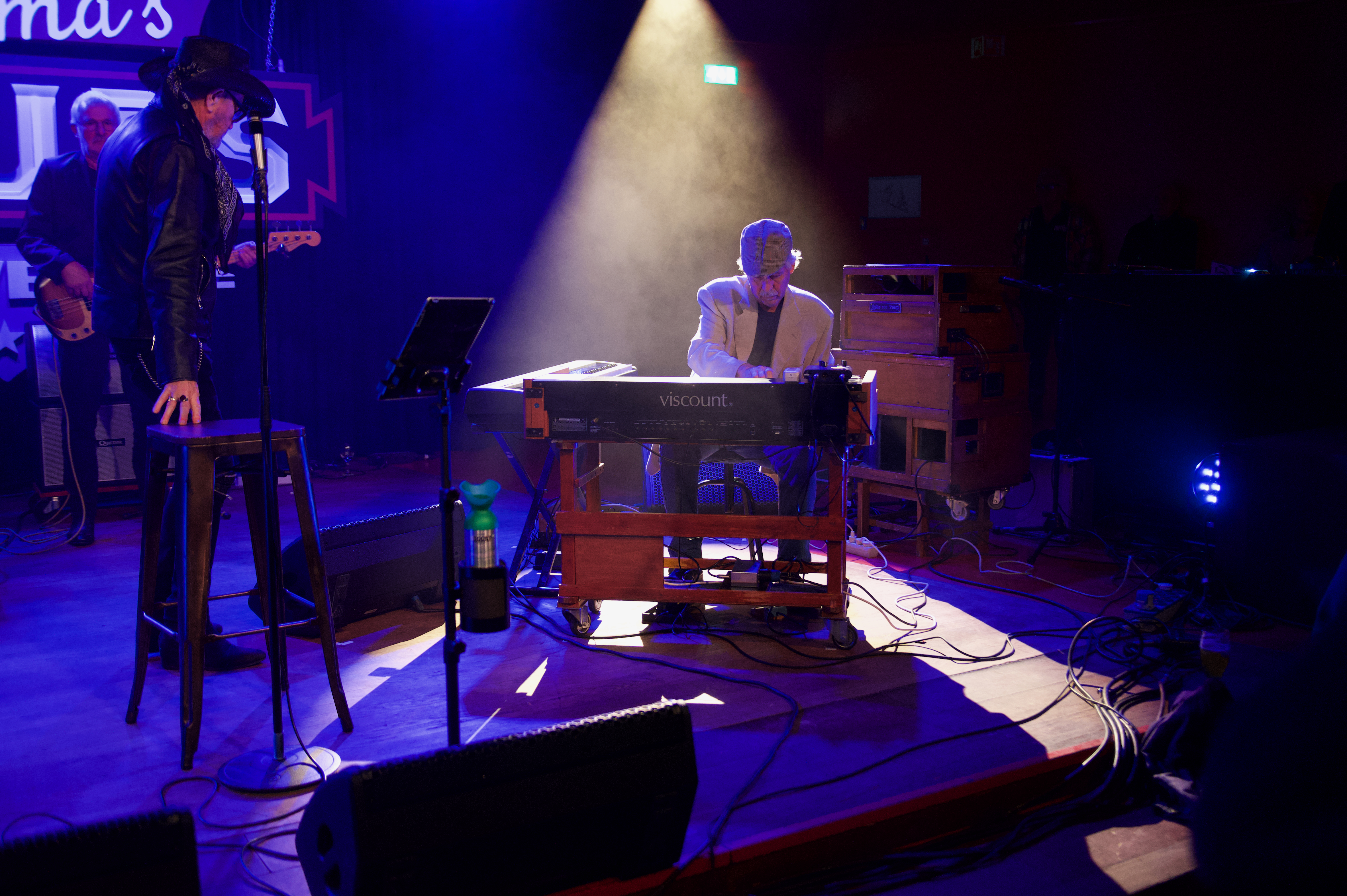
Willem Swikker - Hammond
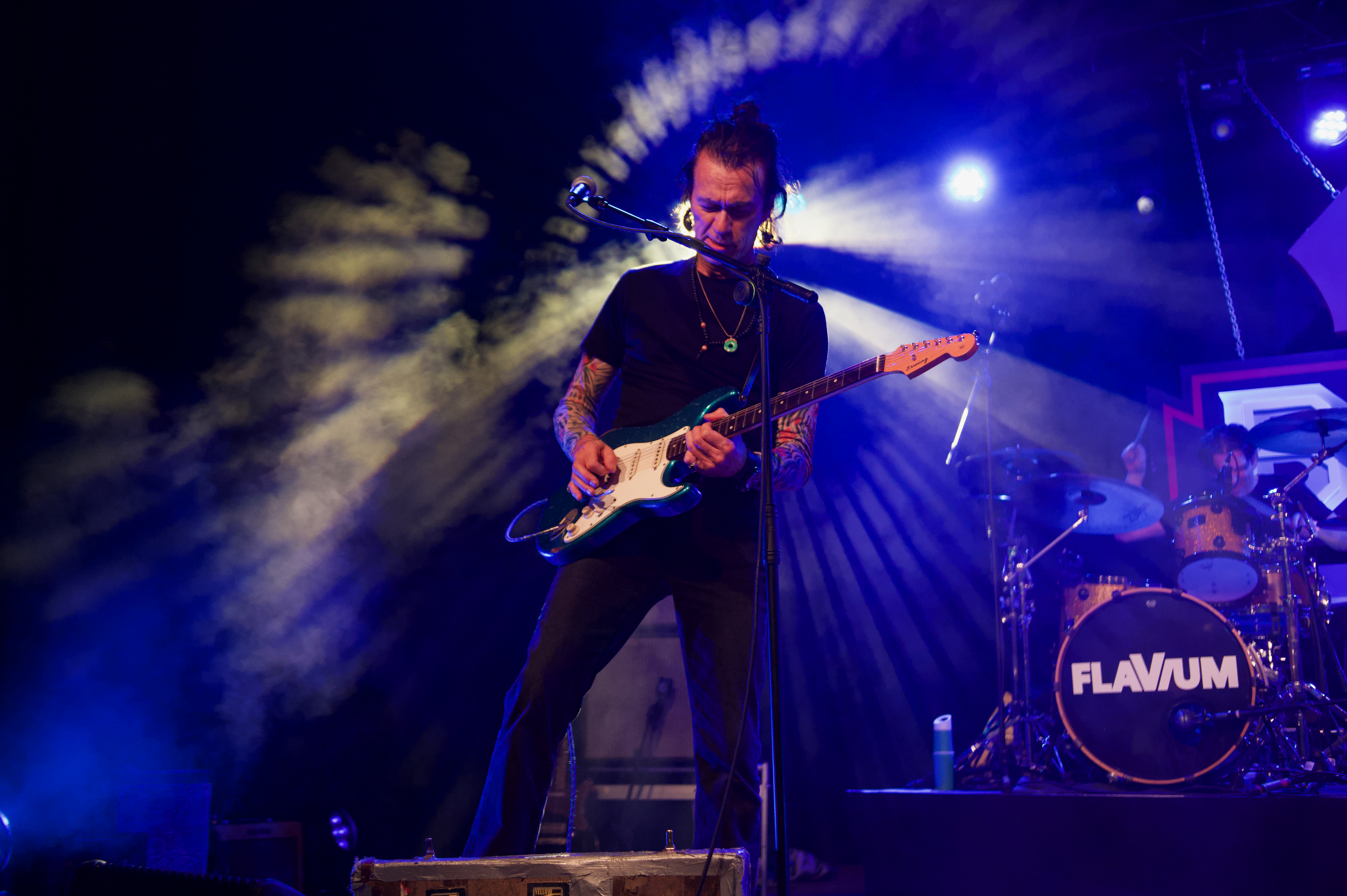
Erwin van Ligten - gitarist en 2e stem
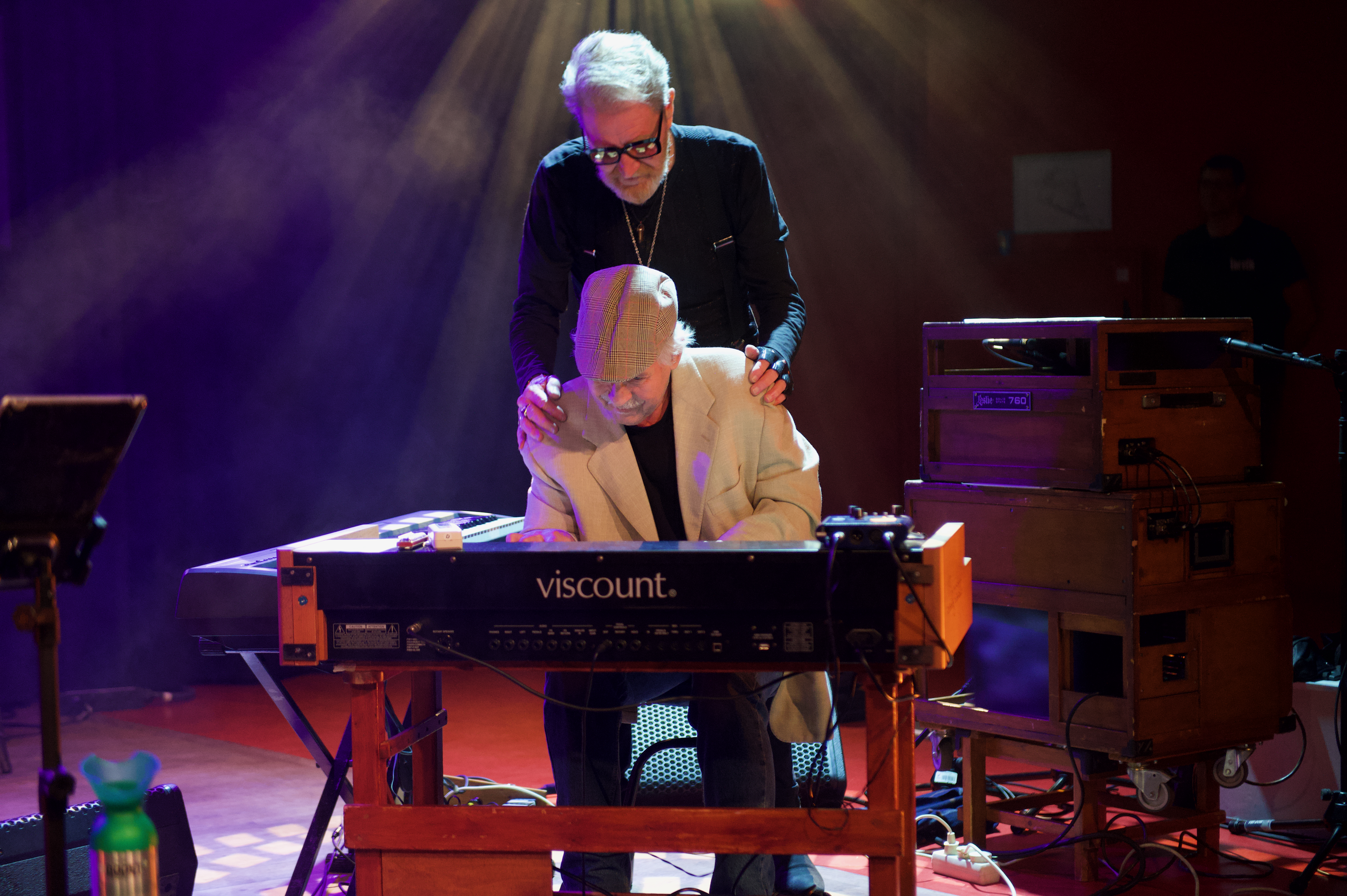
Bert Vrieling - zanger & Willem Swikker
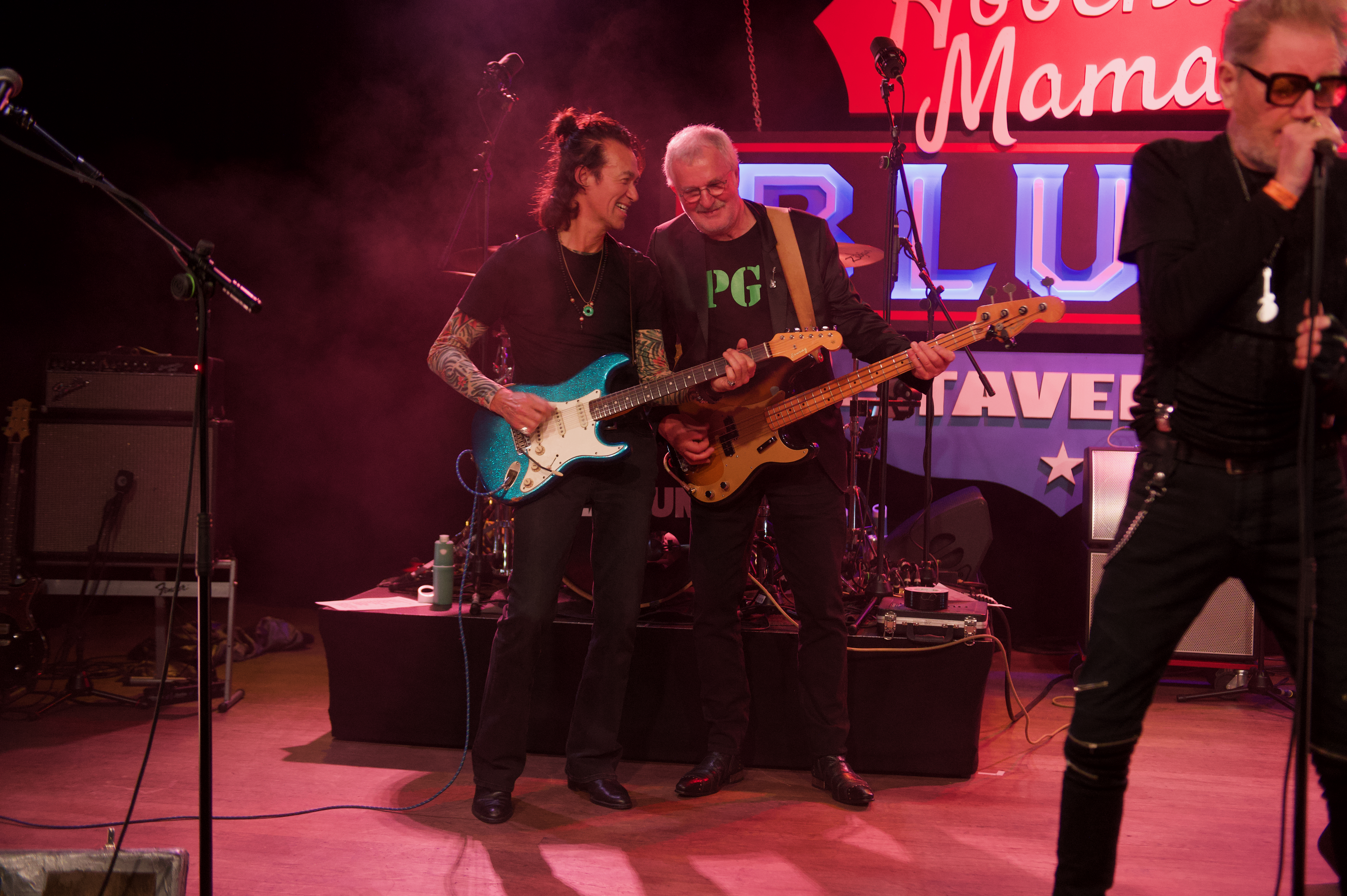
Erwin van Ligten & Eric Bagchus
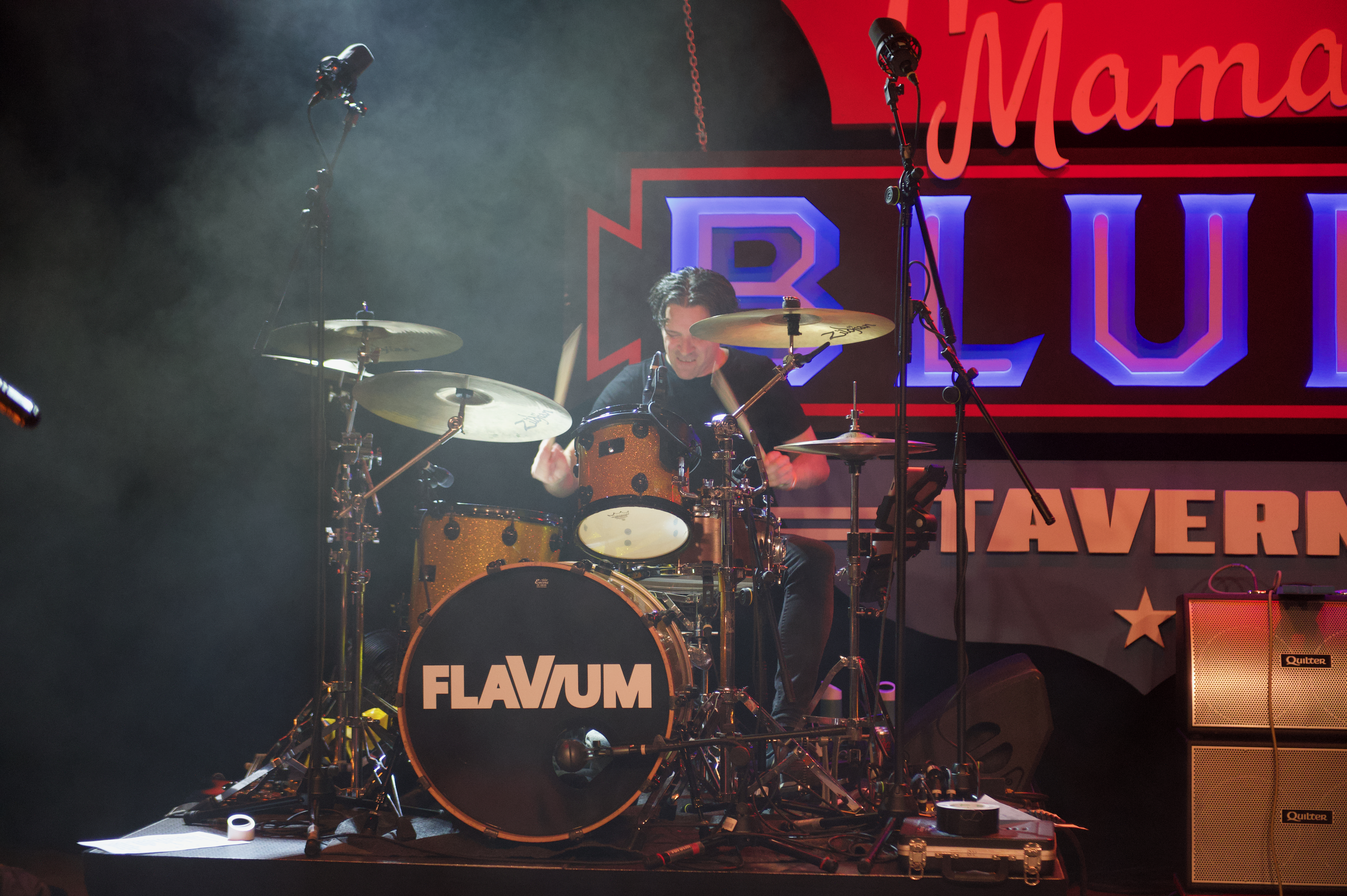
Bouke van Olst - drums
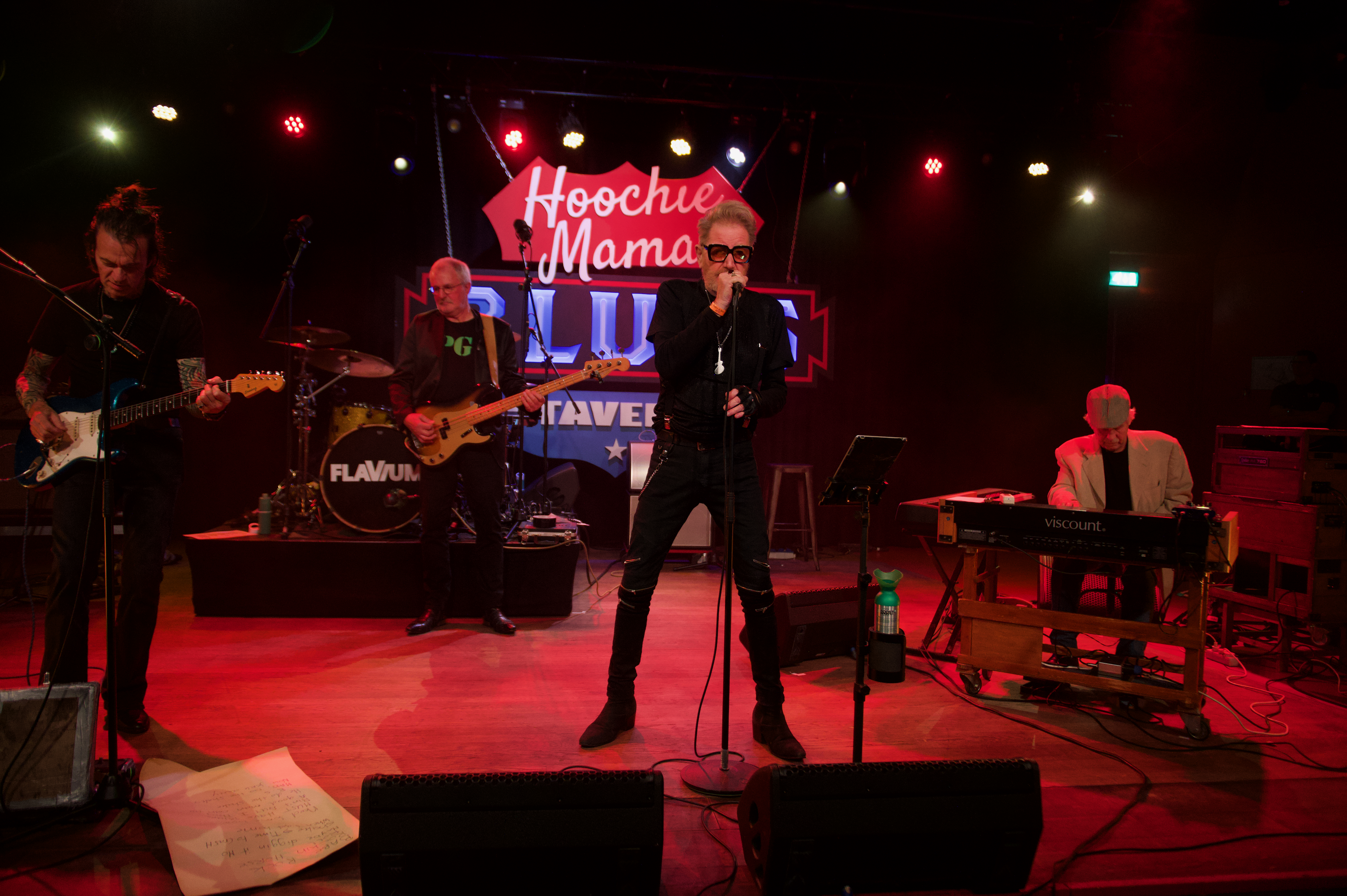
Flavium

## Discografie

### Albums
| Album met eventuele hitnotering(en) in de Nederlandse Album Top 100 | Datum van verschijnen | Datum van binnenkomst | Hoogste positie | Aantal weken | Opmerkingen                 |
| ------------------------------------------------------------------- | --------------------- | --------------------- | --------------- | ------------ | --------------------------- |
| Bad Luck                                                            | 1975                  | -                     | -               | -            | -                           |
| Chalkfarm                                                           | 1976                  | -                     | -               | -            | -                           |
| Pluggin' In Your Socket                                             | 1977                  | -                     | -               | -            | -                           |
| Fléviem                                                             | 1978                  | -                     | -               | -            | -                           |
| No Kiddin'                                                          | 1979                  | -                     | -               | -            | -                           |
| A Night Life                                                        | 1980                  | -                     | -               | -            | -                           |
| The Best                                                            | 1980                  | -                     | -               | -            | Verzamelalbum               |
| Decade                                                              | 1981                  | -                     | -               | -            | -                           |
| Against The Grain                                                   | 1982                  | -                     | -               | -            | -                           |
| Closer To You                                                       | 1983                  | -                     | -               | -            | -                           |
| Flavium Live Eighty Five                                            | 1985                  | -                     | -               | -            | Live-album                  |
| Backdoor Man                                                        | 1987                  | -                     | -               | -            | -                           |
| 20 Years Of Blues Power                                             | 1989                  | -                     | -               | -            | -                           |
| Slowburn                                                            | 1992                  | -                     | -               | -            | -                           |
| Nightlife                                                           | 1998                  | -                     | -               | -            | -                           |
| Old Love                                                            | 2010                  | -                     | -               | -            | -                           |
| 50 Years Of Blues Power                                             | 2019                  | -                     | -               | -            | Met Tim de Wijk als drummer |
| Plays Peter Green's Fleetwood Mac                                   | 2025                  | -                     | -               | -            | -                           |

### Singles
| Single met eventuele hitnotering(en) in de Nederlandse Top 40 | Datum van verschijnen | Datum van binnenkomst | Hoogste positie | Aantal weken | Opmerkingen |
| ------------------------------------------------------------- | --------------------- | --------------------- | --------------- | ------------ | ----------- |
| Come On                                                       | 1977                  | -                     | -               | -            | 7"          |
| Pluggin' In Your Socket                                       | 1977                  | -                     | -               | -            | 7"          |
| Save Me From Sorrow                                           | 1979                  |                       |                 |              | 7"          |
| Nightlife                                                     | 1980                  | 8 maart 1980          | Tipparade       | 10           | 7"          |
| Rock & Roll In Your Car                                       | 1980                  | -                     | -               | -            | 7"          |
| Love In My Bones                                              | 1981                  | -                     | -               | -            | 7"          |
| Nobody Knows You When You’re Down And Out                     | 1981                  | 21 maart 1981         | Tipparade       | 10           | 7"          |
| Snowball                                                      | 1981                  | -                     | -               | -            | 7"          |
| What Am I Living For                                          | 1982                  | -                     | -               | -            | 7"          |
| Framed                                                        | 1985                  | -                     | -               | -            | 7"          |
| Resurrection Shuffle                                          | 1986                  | -                     | -               | -            | 7"          |
| Southside Of The City                                         | 1993                  | -                     | -               | -            | cd-single   |